# Titel
För andra betydelser, se Titel (olika betydelser).

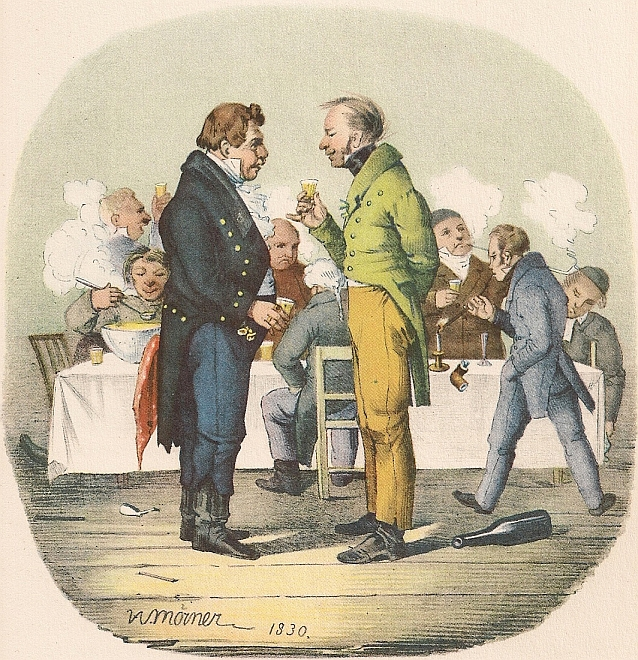
Brorskål. Färglitografi av Hjalmar Mörner, 1830. Kungliga biblioteket.

En titel är ett ord som vanligen indikerar en persons yrke, sociala position eller status. De kan användas vid tilltal, så kallad titulering, men den vanligaste användningen är som en status- eller befattningsmässig beskrivning.
Titlar har använts i de flesta samhällen och kan vara antingen ärvda eller förvärvade. För många titlar har det funnits explicita regler om vem och hur de får användas. Förr var det vanligt att makan till den betitlade maken i sociala sammanhang utrustades med en feminiserad form, exempelvis kunde makan till en konsul kallas konsulinnan. Motsatsen, att maken får en egen form av makans titel, är om inte okänt så åtminstone mycket ovanligt. I de fall en titel är förvärvad hör den ofta ihop med ett yrke, ett uppdrag eller en utbildning.

## Användning i Sverige
Titlar och artighetsfraser är något som ändras med tid och mode, och det har i Sverige i olika tider funnits en mängd titlar och fraser.

### Äldre tid
Under 1800-talet var titelsystemet i Sverige relativt hierarkiskt och styrt, och indelade i en mängd undergrupper. Följande är från dess tidigare hälft.
| Titel                                                                                               | Artighetsfras samt överskrift i brev                                                                          | Tilltal                        | Avslutningsfras i brev |
| --------------------------------------------------------------------------------------------------- | --- | ------------------------------ | --- |
| Konungen                                                                                            | Stormägtigste, Allernådigste Konung.                                                                          | Eders Kongl. Maj:t             | Framhärdar med djupaste wördnad, trohet och nit. Stormägtigste, Allernådigste Konung Eders Kongl. Maj:ts allerunderdånigste och tropligtigste tjenare och undersåte. (Tjenare nyttjas om Kungl. fullmakt innehas, annars endast undersåte.) |
| Drottningen                                                                                         | Stormägtigsta, Allernådigsta Drottning.                                                                       | Eders Kongl. Maj:t             | Framhärdar med all undersåtlig lydnad och trohet. Stormägtigsta, Allernådigsta Drottning Eders Kungl. Maj:ts allerunderdånigste och tropligtigste undersåte.                                                                                |
| Kronprinsen                                                                                         | Högborne Furste, Allernådigste Kronprins (eller Herre).                                                       | Eders Kongl. Höghet            | Med djupaste wördnad och nit framhärdar Högborne Furste Eders Kongl. Höghets underdånigste (eller tropligtigste) tjenare. |
| Arvprins                                                                                            | Högborne Furste, Allernådigste Herre.                                                                         | Eders Kongl. Höghet            | Med djupaste wördnad och nit (eller undergifwenhet) framhärdar Högborne Furste Eders Kongl. Höghets underdånigste (eller tropligtigste) tjenare.                                                                                            |
| Kronprisessan                                                                                       | Högborna, Allernådigste Kronprinsessa.                                                                        | Eders Kongl. Höghet            | Med djupaste vördnad framhärdar Eders Kongl. Höghets underdånigste tjenare. |
| Prins eller Prinsessa                                                                               | Högborne Furste, Allernådigste Herre.                                                                         | Eders Kongl. Höghet            | Med djupaste wördnad och undergifwenhet framhärdar Högborne Furste Eders Kongl. Höghets underdånigste tjenare. |
| Ämbetsverk och Domstolar                                                                            | Till Kongl. Maj:ts och Rikets Svea Hofrätt eller Till Kongl. Maj:ts Befallningshafwande i N.N. Län            |                                | dag, årtal samt namn |
| Grevar och Friherrar                                                                                | Högwälborne.                                                                                                  | Ers nåd / Herr greve alt baron | |
| Adelsmän                                                                                            | Wälborne. | Ers nåd / Herr                 | |
| Ärkebiskop, Biskop, Överhovpredikant, Pastor primarius                                              | Högwördigste.                                                                                                 | Herr / Ers högvördighet        | |
| Domprost, Teologie doktor, Licentiat                                                                | Högwördige och Widtberömde.                                                                                   | Herr                           | |
| Hovpredikant, Pastor, Kyrkoherde i Stockholm, Regementspastor, Lektor eller Rektor (som är präster) | Högärewördige och Höglärde.                                                                                   | Herr                           | |
| Konrektor, Kyrkoherde, Bataljonspredikant, Skvadronspredikant                                       | Wälärewördige och Höglärde (om han inte är filosofie doktor blir det istället Wälärevördige och Högwällärde). | Herr                           | |
| Komminister, Skolkolleger, Skollärare                                                               | Ärewördige och Wällärde (om han är filosofie doktor blir det Ärewördige och Höglärde).                        | Herr                           | |
| Civila och militära ämbetsmän som innehar Kunglig fullmakt                                          | Högädle. | Herr                           | |
| Civila tjänstemän                                                                                   | Ädle och Högaktade.                                                                                           | Herr                           | |
| Lägre civila tjänstemän                                                                             | Wälaktade. | Herr                           | |
| Jurist                                                                                              | Widtlagfarne och Höglärde.                                                                                    | Herr                           | |
| Medicine doktor                                                                                     | Widterfarne och Höglärde.                                                                                     | Herr                           | |
| Professor vid Universitet                                                                           | Widtberömde och Höglärde.                                                                                     | Herr                           | |
| Borgare, Handelsman                                                                                 | Högaktade. | Herr                           | |
| Hantverkare i städer                                                                                | Äreborne och Konsterfarne.                                                                                    | Herr                           | |
| Nämndeman                                                                                           | Ärlige och Wälförståndige.                                                                                    | Herr                           | |
| Bonde                                                                                               | Ärlige och Förståndige.                                                                                       | Herr                           | |
| Dräng, Torpare                                                                                      | Ärlige och Beskedlige.                                                                                        | Herr                           | |
| Soldat                                                                                              | Ärlige och Manhaftige.                                                                                        | Herr                           | |
| Hantverkare på landsbygden                                                                          | Ärlige och Konsterfarne.                                                                                      | Herr                           | |

Restaurangpersonal, butikspersonal och liknade undvek titlar genom att säga "vad får det vara?" och andra fraser, även om de också kunde använda "herrn" och "frun" om de inte visste titeln, vilket finare stamgäster förväntade att de visste.

### Senare tid
En man som inte har någon särskild titel av annat slag tituleras på svenska herr/herrn, en kvinna tituleras fru/frun eller fröken, det senare om man vet eller kan anta att hon är ogift.
Numera används sällan titlar vid tilltal utom i mycket officiella sammanhang eller i vissa situationer, till exempel i militära sammanhang.

## Bortläggande av titlar i Sverige
Före du-reformen som infördes i Sverige i slutet av 1960-talet och början på 1970-talet var det viktigt hur man titulerade varandra. Före denna reform var det vanligt att männen sinsemellan slopade titlarna genom att bli "du och bror" med varandra för att kunna umgås mer lättsamt. Titelbortläggningen kunde ske med en ceremoni som kallades brorskål eller duskål.